# Чемпионат мира по лёгкой атлетике в помещении 2022
18-й чемпионат мира по лёгкой атлетике в помещении прошёл с 18 по 20 марта 2022 года на «Штарк Арене» в Белграде, столице Сербии. К участию в соревнованиях были допущены спортсмены, выполнившие в установленные сроки необходимые квалификационные требования и нормативы. На протяжении трёх дней были разыграны 26 комплектов медалей.
Изначально очередной турнир должен был состояться в китайском Нанкине в 2020 году, но в связи с пандемией COVID-19 дата проведения была изменена на март 2021 года. Впоследствии из-за коронавирусных ограничений в Китае чемпионат переносился ещё дважды, сначала на 2023 год, а затем на 2025 год. Таким образом, следующее первенство состоялось в 2022 году в Сербии.
Решение о проведении соревнований в Белграде было принято Советом World Athletics в ноябре 2019 года. Столица Сербии впервые принимала у себя чемпионат мира по лёгкой атлетике. Ранее в городе проводились турниры континентального уровня: чемпионат Европы в 1962 году, Европейские легкоатлетические игры в помещении в 1969 году и чемпионат Европы в помещении в 2017 году.
На старт в 26 дисциплинах вышли 612 легкоатлетов из 129 стран мира (330 мужчин и 282 женщины). В третий раз подряд к турниру не была допущена сборная России, отстранённая от международных стартов из-за допингового скандала 2015 года. Более того, на фоне вторжения российских войск на Украину, начавшегося 24 февраля 2022 года, World Athletics закрыла допуск на главные международные соревнования даже для легкоатлетов, получивших нейтральный статус, а также для спортсменов из Белоруссии.

## Итоги соревнований
По ходу турнира было установлено два мировых рекорда и ещё один повторён. Арман Дюплантис из Швеции улучшил собственное достижение (6.19), установленное на этой же арене двумя неделями ранее, и стал первым прыгуном с шестом, преодолевшим планку на высоте 6 м 20 см. Этот мировой рекорд стал четвёртым в карьере 22-летнего Дюплантиса.
В женском тройном прыжке лучший результат в истории показала Юлимар Рохас из Венесуэлы — 15.74. Предыдущий рекорд 15.67 также принадлежал ей и был установлен в финале Олимпийских игр 2021 года. По ходу турнира Рохас совершила четыре зачётных прыжка, все — дальше 15 метров, но мировой рекорд ей покорился лишь в заключительной, шестой, попытке. Ближайшая соперница Марина Бех-Романчук уступила венесуэльской прыгунье ровно 1 метр.
Американец Грант Холлоуэй повторил собственный мировой рекорд в беге на 60 метров с барьерами — 7.29. Это время он показал в полуфинале, после чего в финале пробежал на 0.10 секунды хуже. Тем не менее, даже результата 7.39 хватило ему для уверенной победы.
Итальянец Ламонт Джейкобс после неожиданного олимпийского золота в беге на 100 метров подтвердил свой класс спустя полгода на чемпионате мира в помещении. На дистанции 60 метров он опередил действующего чемпиона и рекордсмена мира Кристиана Коулмана и установил новый рекорд Европы — 6.41.
В финалах на 1500 метров действующие рекордсмены мира среди мужчин и женщин выбрали тактику быстрого бега, захватив лидерство с самого старта. Для 21-летнего олимпийского чемпиона из Норвегии Якоба Ингебригтсена она не стала успешной: на финишной прямой его опередил эфиоп Самуэль Тефера, защитивший чемпионский титул с новым рекордом соревнований 3:32.77. В женском забеге, напротив, никто не смог приблизиться к Гудаф Цегай, которая уже на середине дистанции значительно оторвалась от остальных участниц. На финише её преимущество составило более 5 секунд, а итоговое время 3:57.19 так же оказалось новым рекордом чемпионатов.
У Сан Хёк завоевал первую медаль чемпионатов мира в помещении в истории Южной Кореи — золото в прыжке в высоту у мужчин.
Единственную медаль хозяевам соревнований принесла Ивана Вулета в прыжке в длину. В Белграде она выиграла второе золото и четвёртую медаль в сумме (также на её счету серебро и бронза с предыдущих первенств). Кроме Иваны Шпанович-Вулеты, ни один сербский легкоатлет не становился призёром зимних чемпионатов мира.
Прыгун в длину из Греции Милтиадис Тентоглу одержал победу на пятом глобальном старте из шести последних. За последние 4 года он выиграл чемпионат Европы — 2018, чемпионат Европы в помещении — 2019, чемпионат Европы в помещении — 2021 и Олимпийские игры — 2021. Лишь на чемпионате мира — 2019 он остался 10-м.
В мужском толкании ядра редкое поражение рекордсмену мира из США Райану Краузеру нанёс бразилец Дарлан Романи. Американец не проигрывал на соревнованиях более 2 лет, с октября 2019 года, когда стал серебряным призёром чемпионата мира.

## Призёры
Сокращения: WR — мировой рекорд | AR — рекорд континента | NR — национальный рекорд | CR — рекорд чемпионата 

### Мужчины
| Дисциплина                   | Золото                                                                               | Золото                                             | Серебро                                                                   | Серебро                                            | Бронза                                                                                              | Бронза                                             |
| ---------------------------- | ------------------------------------------------------------------------------------ | -------------------------------------------------- | ------------------------------------------------------------------------- | -------------------------------------------------- | --------------------------------------------------------------------------------------------------- | -------------------------------------------------- |
| 60 м подробности             | Ламонт Джейкобс Италия                                                               | 6.41 AR                                            | Кристиан Коулман США                                                      | 6.41                                               | Марвин Брейси США                                                                                   | 6.44                                               |
| 400 м подробности            | Джерим Ричардс Тринидад и Тобаго                                                     | 45.00 NR CR                                        | Тревор Бэсситт США                                                        | 45.05                                              | Карл Бенгтстрём Швеция                                                                              | 45.33 NR                                           |
| 800 м подробности            | Мариано Гарсия Испания                                                               | 1:46.20                                            | Ноа Кибет Кения                                                           | 1:46.35                                            | Брайс Хоппел США                                                                                    | 1:46.51                                            |
| 1500 м подробности           | Самуэль Тефера Эфиопия                                                               | 3:32.77 CR                                         | Якоб Ингебригтсен Норвегия                                                | 3:33.02                                            | Абель Кипсанг Кения                                                                                 | 3:33.36                                            |
| 3000 м подробности           | Селемон Барега Эфиопия                                                               | 7:41.38                                            | Ламеха Гирма Эфиопия                                                      | 7:41.63                                            | Марк Скотт Великобритания                                                                           | 7:42.02                                            |
| 60 м с барьерами подробности | Грант Холлоуэй США                                                                   | 7.39                                               | Паскаль Мартино-Лагард Франция                                            | 7.50                                               | Джаррет Итон США                                                                                    | 7.53                                               |
| Прыжок в высоту подробности  | У Сан Хёк Республика Корея                                                           | 2.34                                               | Лоик Гаш Швейцария                                                        | 2.31                                               | Джанмарко Тамбери Италия                                                                            | 2.31                                               |
| Прыжок в высоту подробности  | У Сан Хёк Республика Корея                                                           | 2.34                                               | Лоик Гаш Швейцария                                                        | 2.31                                               | Хэмиш Керр Новая Зеландия                                                                           | 2.31 NR                                            |
| Прыжок с шестом подробности  | Арман Дюплантис Швеция                                                               | 6.20 WR CR                                         | Тиаго Брас Бразилия                                                       | 5.95 AR                                            | Кристофер Нильсен США                                                                               | 5.90                                               |
| Прыжок в длину подробности   | Милтиадис Тентоглу Греция                                                            | 8.55                                               | Тобиас Нильссон-Монтлер Швеция                                            | 8.38 NR                                            | Маркиз Денди США                                                                                    | 8.27                                               |
| Тройной прыжок подробности   | Ласаро Мартинес Куба                                                                 | 17.64                                              | Педро Пичардо Португалия                                                  | 17.46 NR                                           | Дональд Скотт США                                                                                   | 17.21                                              |
| Толкание ядра подробности    | Дарлан Романи Бразилия                                                               | 22.53 CR                                           | Райан Краузер США                                                         | 22.44                                              | Томас Уолш Новая Зеландия                                                                           | 22.31 AR                                           |
| Семиборье подробности        | Дамиан Уорнер Канада                                                                 | 6489 очков NR                                      | Симон Эхаммер Швейцария                                                   | 6363 очка NR                                       | Эшли Молони Австралия                                                                               | 6344 очка AR                                       |
|                              | 6.68 - 8.05 - 14.89 - 1.99 - 7.61 - 4.90 - 2:39.56                                   | 6.68 - 8.05 - 14.89 - 1.99 - 7.61 - 4.90 - 2:39.56 | 6.72 - 8.04 - 14.23 - 2.05 - 7.75 - 5.10 - 2:53.54                        | 6.72 - 8.04 - 14.23 - 2.05 - 7.75 - 5.10 - 2:53.54 | 6.70 - 7.82 - 13.89 - 2.02 - 7.88 - 5.10 - 2:43.01                                                  | 6.70 - 7.82 - 13.89 - 2.02 - 7.88 - 5.10 - 2:43.01 |
| Эстафета 4×400 м подробности | Бельгия · Жюльен Ватрен · Александр Дум · Джонатан Сакур · Кевин Борле · Дилан Борле | 3:06.52                                            | Испания · Бруно Ортелано · Иньяки Каньяль · Мануэль Гихарро · Бернат Эрта | 3:06.82                                            | Нидерланды · Таймир Бёрнет · Ник Смидт · Терренс Агард · Тони ван Дипен · Исайя Бурс · Йохем Доббер | 3:06.90                                            |

### Женщины
| Дисциплина                   | Золото                                                                                                 | Золото                               | Серебро                                                                                 | Серебро                              | Бронза | Бронза                               |
| ---------------------------- | --- | ------------------------------------ | --------------------------------------------------------------------------------------- | ------------------------------------ | --- | ------------------------------------ |
| 60 м подробности             | Муджинга Камбунджи Швейцария                                                                           | 6.96 NR                              | Микия Бриско США                                                                        | 6.99                                 | Мэрибет Сэнт-Прайс США                                                                                       | 7.04                                 |
| 400 м подробности            | Шона Миллер-Уйбо Багамские Острова                                                                     | 50.31                                | Фемке Бол Нидерланды                                                                    | 50.57                                | Стефени Энн Макферсон Ямайка                                                                                 | 50.79 NR                             |
| 800 м подробности            | Эджи Уилсон США                                                                                        | 1:59.09                              | Фревейни Хайлу Эфиопия                                                                  | 2:00.54                              | Халима Накаайи Уганда                                                                                        | 2:00.66                              |
| 1500 м подробности           | Гудаф Цегай Эфиопия                                                                                    | 3:57.19 CR                           | Аксумавит Эмбайе Эфиопия                                                                | 4:02.29                              | Хирут Мешеша Эфиопия                                                                                         | 4:03.39                              |
| 3000 м подробности           | Лемлем Хайлу Эфиопия                                                                                   | 8:41.82                              | Элинор Сент-Пьер США                                                                    | 8:42.04                              | Еджгаеху Тае Эфиопия                                                                                         | 8:42.23                              |
| 60 м с барьерами подробности | Сирена Самба-Майела Франция                                                                            | 7.78 NR                              | Девинн Чарльтон Багамские Острова                                                       | 7.81 NR                              | Габриэль Каннингем США                                                                                       | 7.87                                 |
| Прыжок в высоту подробности  | Ярослава Магучих Украина                                                                               | 2.02                                 | Элинор Паттерсон Австралия                                                              | 2.00 AR                              | Надежда Дубовицкая Казахстан                                                                                 | 1.98 AR                              |
| Прыжок с шестом подробности  | Сэнди Моррис США                                                                                       | 4.80                                 | Кэти Наджотт США                                                                        | 4.75                                 | Тина Шутей Словения                                                                                          | 4.75                                 |
| Прыжок в длину подробности   | Ивана Вулета Сербия                                                                                    | 7.06                                 | Эсе Бруме Нигерия                                                                       | 6.85                                 | Лоррейн Юджен Великобритания                                                                                 | 6.82                                 |
| Тройной прыжок подробности   | Юлимар Рохас Венесуэла                                                                                 | 15.74 WR CR                          | Марина Бех-Романчук Украина                                                             | 14.74                                | Кимберли Уильямс Ямайка                                                                                      | 14.62                                |
| Толкание ядра подробности    | Ориоль Донгмо Португалия                                                                               | 20.43 NR                             | Чейз Или США                                                                            | 20.21 AR                             | Джессика Схилдер Нидерланды                                                                                  | 19.48                                |
| Пятиборье подробности        | Нор Видтс Бельгия                                                                                      | 4929 очков NR                        | Адрианна Сулек Польша                                                                   | 4851 очко NR                         | Кенделл Уильямс США                                                                                          | 4680 очков                           |
|                              | 8.15 - 1.83 - 14.03 - 6.60 - 2:08.81                                                                   | 8.15 - 1.83 - 14.03 - 6.60 - 2:08.81 | 8.36 - 1.89 - 13.40 - 6.43 - 2:09.56                                                    | 8.36 - 1.89 - 13.40 - 6.43 - 2:09.56 | 8.20 - 1.80 - 12.81 - 6.69 - 2:19.23                                                                         | 8.20 - 1.80 - 12.81 - 6.69 - 2:19.23 |
| Эстафета 4×400 м подробности | Ямайка · Джунель Бромфилд · Джанив Расселл · Рониша Макгрегор · Стефени Энн Макферсон · Тиффани Джеймс | 3:28.40                              | Нидерланды · Лике Клавер · Эвелин Салберг · Лизанне де Витте · Фемке Бол · Андреа Баума | 3:28.57                              | Польша · Наталья Качмарек · Ига Баумгарт-Витан · Кинга Гацкая · Юстина Свенти-Эрсетиц · Александра Гаворская | 3:28.59                              |

## Медальный зачёт
Медали распределились между представителями 31 страны-участницы. 19 команд взяли по 2 и более медалей различного достоинства. Наибольшее количество у США — 19 медалей, следом идут Эфиопия — 9 медалей и Нидерланды — 4 медали. 20 команд завоевали как минимум 1 «золото». Наибольшее количество первых мест взяла команда Эфиопии — 4 «золота», США — 3, Бельгия — 2. Эти три команды единственные, завоевавшие более 1 золотой медали на чемпионате.
 Принимающая страна
| Место            | Страна            | Золото | Серебро | Бронза | Всего |
| ---------------- | ----------------- | ------ | ------- | ------ | ----- |
| 1                | Эфиопия           | 4      | 3       | 2      | 9     |
| 2                | США               | 3      | 7       | 9      | 19    |
| 3                | Бельгия           | 2      | 0       | 0      | 2     |
| 4                | Швейцария         | 1      | 2       | 0      | 3     |
| 5                | Швеция            | 1      | 1       | 1      | 3     |
| 6                | Багамские Острова | 1      | 1       | 0      | 2     |
| 6                | Бразилия          | 1      | 1       | 0      | 2     |
| 6                | Испания           | 1      | 1       | 0      | 2     |
| 6                | Португалия        | 1      | 1       | 0      | 2     |
| 6                | Украина           | 1      | 1       | 0      | 2     |
| 6                | Франция           | 1      | 1       | 0      | 2     |
| 12               | Ямайка            | 1      | 0       | 2      | 3     |
| 13               | Италия            | 1      | 0       | 1      | 2     |
| 14               | Венесуэла         | 1      | 0       | 0      | 1     |
| 14               | Греция            | 1      | 0       | 0      | 1     |
| 14               | Канада            | 1      | 0       | 0      | 1     |
| 14               | Куба              | 1      | 0       | 0      | 1     |
| 14               | Республика Корея  | 1      | 0       | 0      | 1     |
| 14               | Сербия            | 1      | 0       | 0      | 1     |
| 14               | Тринидад и Тобаго | 1      | 0       | 0      | 1     |
| 21               | Нидерланды        | 0      | 2       | 2      | 4     |
| 22               | Австралия         | 0      | 1       | 1      | 2     |
| 22               | Кения             | 0      | 1       | 1      | 2     |
| 22               | Польша            | 0      | 1       | 1      | 2     |
| 25               | Нигерия           | 0      | 1       | 0      | 1     |
| 25               | Норвегия          | 0      | 1       | 0      | 1     |
| 27               | Великобритания    | 0      | 0       | 2      | 2     |
| 27               | Новая Зеландия    | 0      | 0       | 2      | 2     |
| 29               | Казахстан         | 0      | 0       | 1      | 1     |
| 29               | Словения          | 0      | 0       | 1      | 1     |
| 29               | Уганда            | 0      | 0       | 1      | 1     |
| Всего: 31 страна | Всего: 31 страна  | 26     | 26      | 27     | 79    |